# Dalejský profil
Dalejský profil je přírodní památka v Praze 5. V roce 1982 byl Dalejský profil vyhlášen přírodní památkou kategorie III, v roce 1992 byl status území změněn na národní přírodní památku. Chráněné území je ve správě AOPK ČR, Regionálního pracoviště Střední Čechy.

## Předmět ochrany
Důvodem ochrany je geologický profil, sedimenty a vulkanity ordovického, silurského a spodnodevonského stáří. Jsou zde lokality mezinárodního významu díky paleontologickému obsahu anebo stratigrafickému významu. Tato již sama o sobě hodnotná neživá složka pak ovlivňuje složku živou, která je také předmětem ochrany. Na specifickém skalním podkladu je možné nalézt vápnomilné a teplomilné skalní stepi, na které jsou vázány některé chráněné a ohrožené druhy.

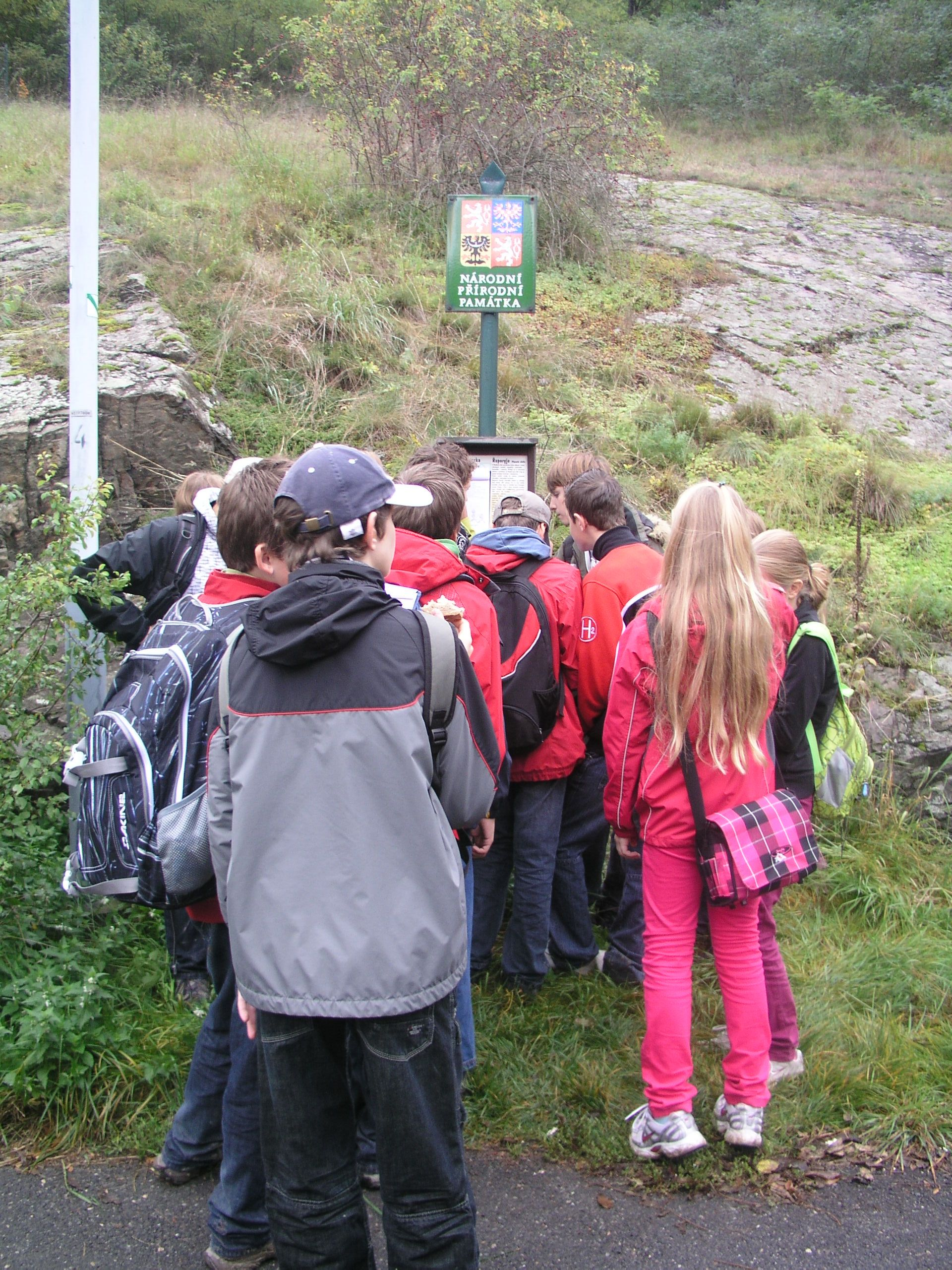
Exkurze z Řeporyj do Holyně

## Lokalita
Národní přírodní památka Dalejský profil se rozkládá v Přírodním parku Prokopské a Dalejské údolí na jihozápadním okraji Prahy. Nevelké území (23,68 ha) kopíruje úsek Dalejského potoka mezi obcemi Řeporyje a Holyně a má tak výrazně protažený tvar v západovýchodním směru. Katastrálně spadá pod obce Řeporyje, Stodůlky a Holyně.
Chráněné stepní lokality a skalní odkryvy se nachází na poměrně prudkém svahu (celkové převýšení oblasti je 60 m). Vzhledem k pozici na břehu Dalejského potoka je celá oblast tímto potokem odvodňována.
Územím prochází naučná stezka, částečně souběžně vedená se zeleným turistickým značením. V Holyni a Řeporyjích se napojuje na modré turistické značení.

## Historie
Oblast byla silně ovlivňována člověkem již od středověku, kdy byla odlesněna a využívána pro pastvu. Výrazné byly i zásahy do nivy Dalejského potoka (úpravy koryta, stavba mlýnů – např. Trunečkův mlýn). Ráz krajiny určila těžba vápenců. Kromě těžby byla nejrozsáhlejší terénní úpravou stavba železnice. Necitlivým narušením rovnováhy oblasti byla výsadba nepůvodních dřevin v rámci tvorby zeleného pásu kolem Prahy na počátku 20. století.
V roce 1982 byla oblast vyhlášena přírodní památkou v rámci projektu tvorby přírodního parku Prokopské a Dalejské údolí, v roce 1992 byl status území změněn na národní přírodní památku. Nebýt intenzivního využívání člověkem, nevznikly by ani skalní výchozy ani stepní společenstva, která jsou nyní chráněna. Oblast tohoto rázu je třeba chránit aktivními zásahy a pravidelným udržováním.

## Přírodní poměry

### Geologie

#### Význam Dalejského údolí v geologickém výzkumu
Názorné profily v údolí Dalejského potoka byly základem prací mnoha přírodovědců. Z nejvýznamnějších lze uvést práce Joachima Barranda (Défence des colonies IV. Descr. de la colonie d'Archiac, 1870), J. E. Maara (On the predevonians rocks of Bohemia, 1880) a Jana Woldřicha (Das Prokopital südlich von Prag, 1918). Ve 30. letech 20. století poznatky z dalejských odkryvů zpracovávali Ferdinand Prantl (O novém nálezu polohy s Aulacopleura konincki, 1936) a Bedřich Bouček (Stratigrafie siluru v dalejském údolí u Prahy a v jeho nejbližším okolí, 1937). Na jejich práci navázal Ivo Chlupáč, který území českého Barrandienu proslavil určením hranice siluru a devonu a stanovením jejího stratotypu.

#### Stratigrafie
Sedimenty na území NPP Dalejský profil pochází z období prvohor od svrchního ordoviku po spodní devon. Hranici mezi ordovikem a silurem vrstevní sled na území Dalejského profilu nezachycuje. Hranice siluru a devonu se nachází ve spodní části stěny Černého lomu v masivních krinoidových vápencích.
Stratigraficky významný je profil v lomu Mušlovka, který byl vybrán jako opěrný profil k mezinárodnímu stratotypu hranice ludlow–přídolí. Tento mezinárodní stratotyp se nachází v nedalekém lomu Na Požárech.

#### Litologie
Sedimentární záznam kosovského souvrství tvoří šedozelené pískovce a prachovce. Vrstevní sled siluru začíná graptolitovými břidlicemi motolského souvrství, dále je silur tvořen vápenci buď masivními, nebo jemněji zvrstvenými a prokládanými jílovitými břidlicemi. Na dně silurského moře probíhala vulkanická činnost, sedimenty jsou proloženy příkrovy zelenavých bazaltů (diabasů). V důsledku podmořských výbuchů se zde také setkáme s tufitickými vápenci nebo břidlicemi, tzn. s výrazným podílem sopečného materiálu. Devon začíná v masivních krinoidových vápencích, dále je tvořen různými druhy vápenců (kotýsské, slivenecké, loděnické, řeporyjské).
Na vápencích leží kvartérní protorendziny, nevyzrálé vápnité půdy s úlomky matečné horniny, ovlivněné více podložím než typem klimatu.

#### Vývoj středočeských prvohorních moří
Ordovická moře byla spíše chladná s častým kolísáním teploty způsobeným zaledněním Gondwany. Na konci ordoviku, který už máme v oblasti Dalejského profilu zaznamenán, dochází k ústupu moře právě v důsledku zalednění. K obnově mělkovodních společenstev dochází až na hranici se silurem, kdy ledovce tají a hladina opět stoupá.
Začátek siluru je spojen s globální změnou klimatu, konkrétně jeho oteplením. Klimatické změny se projevují celosvětovou sedimentací černých graptolitových břidlic vzniklých v anoxickém prostředí, způsobeném nejspíše zastíněním řasovým porostem. Oteplení je z českého pohledu způsobeno také posunem naší oblasti deskovou tektonikou blíže k rovníku. Pro vývoj siluru středních Čech je charakteristický podmořský vulkanismus, který byl tak intenzivní, že způsobil změlčení moře a rozvoj mělkovodních společenstev.
Devon svým vývojem plynule navazuje na silur bez významné změny ve způsobu sedimentace. Pokračuje posun směrem k rovníku a společenstva devonu mají už tropický charakter. Ve středočeské oblasti se sedimenty devonu tvořily v širomořském prostředí.

#### Placatá skála

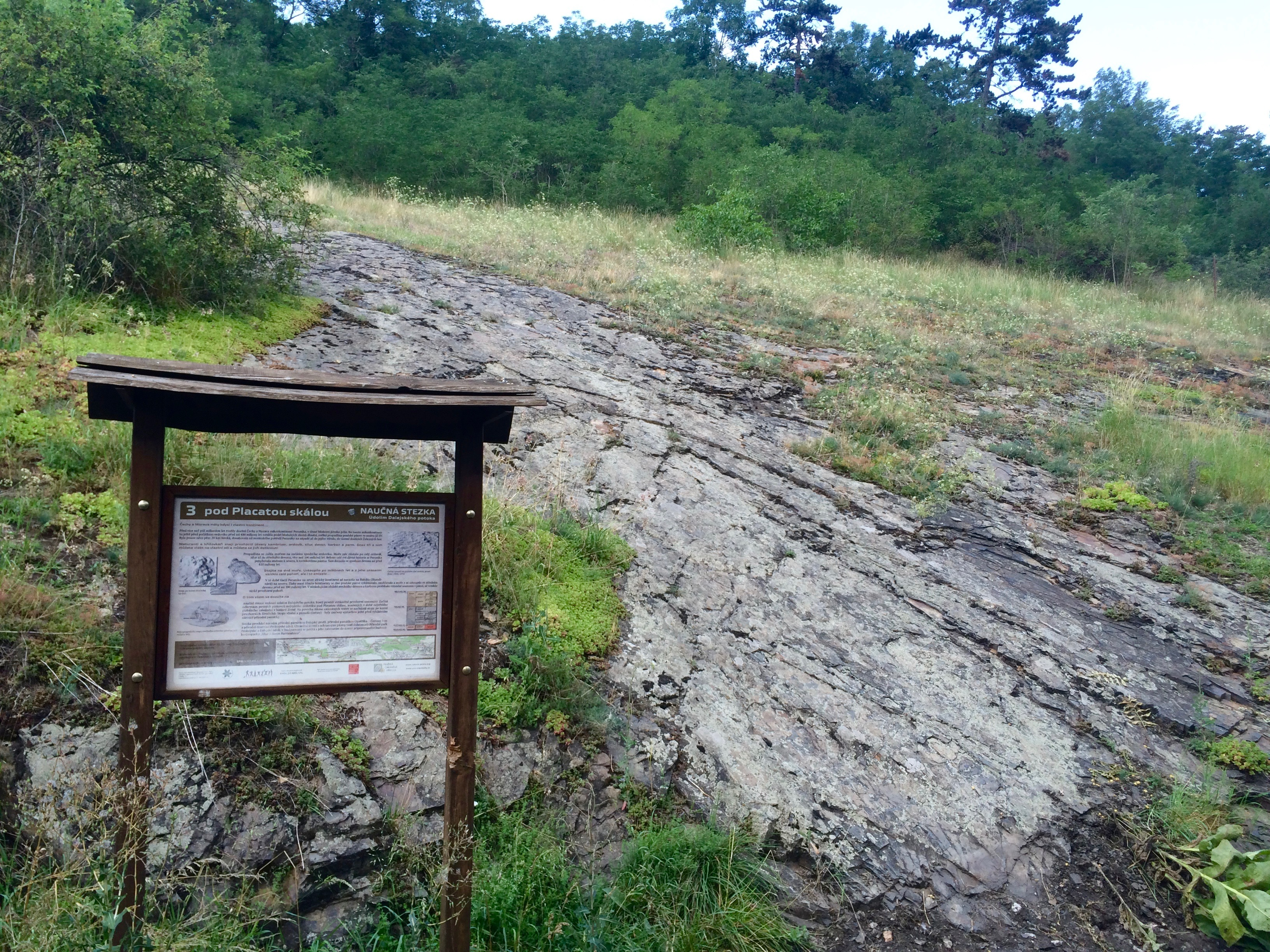
Placatá skála v údolí Dalejského potoka v Praze

Placatá skála je tvořena šedozelenými pískovci a prachovci náležejícími kosovskému souvrství (svrchní ordovik). Na styčných plochách jsou díky různé zrnitosti dobře viditelné stopy po lezení mořských živočichů, tzv. ichnofosilie. Lokalita je známá pro nálezy doupat mořských hvězdic. Název skály je odvozen od jejího vzhledu daného uložením vrstev paralelně se svahem, což zamezuje uložení půd ve větším množství.

#### Mušlovka

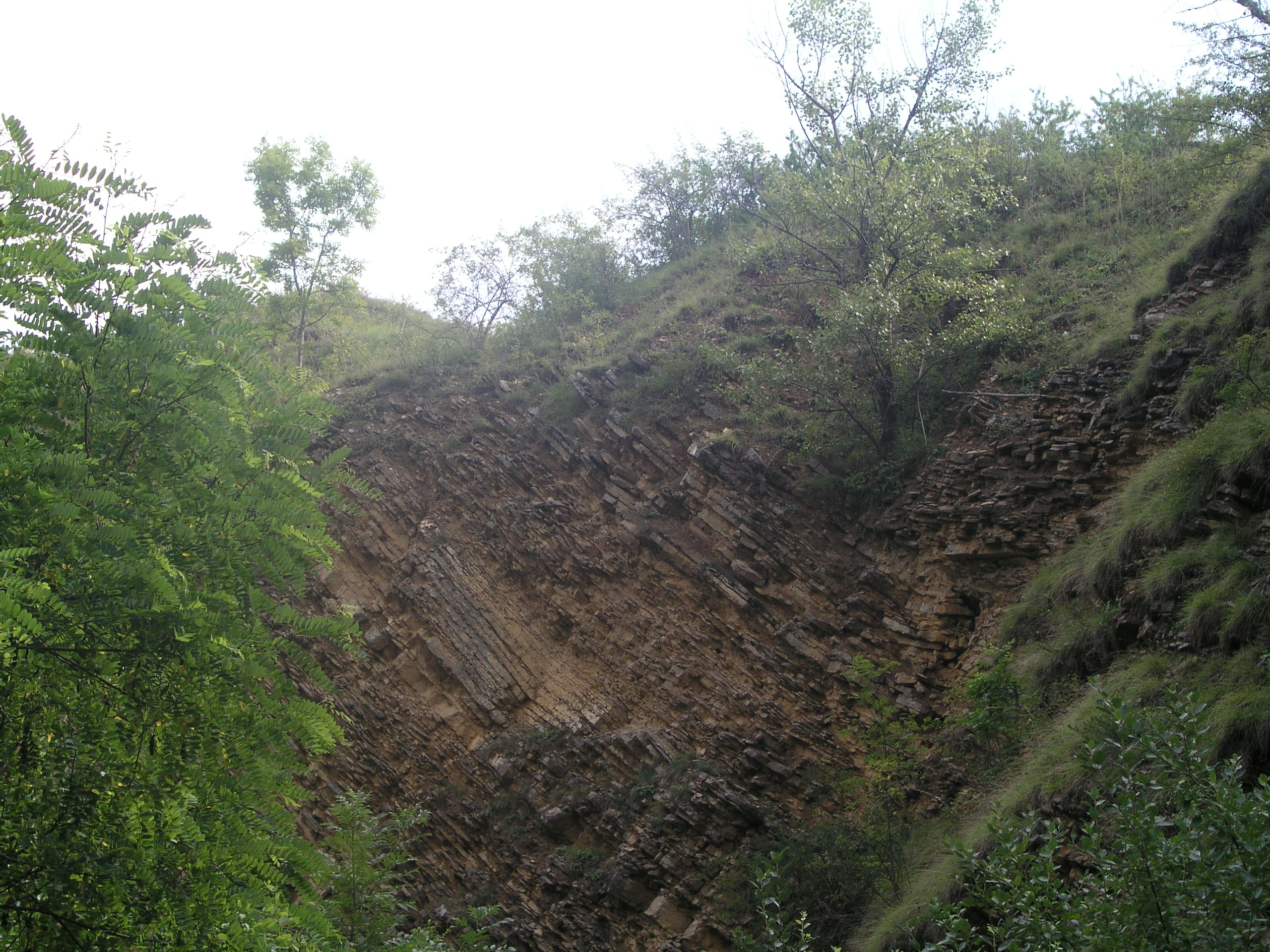
lom Mušlovka

Velice známou lokalitou bohatou na zkameněliny je lom Mušlovka sloužící jako opěrný stratotyp pro hranici nejvyšších silurských oddělení ludlow a přídolí.
Klasickou paleontologickou lokalitou je jeho postranní část – tzv. Arethusinová rokle, pojmenovaná Woldřichem dle trilobita Aulacopleura – Arethusina. V rokli vystupují příkrovy podmořských vulkanitů (diabasů). Mezi vyvřelinami je mocná vrstva tufitických břidlic, jejichž stratigrafické zařazení ke svrchní části liteňského souvrství dokládají trilobit Aulacopleura konincki a vůdčí graptolit Testograptus testis.
Mezi roklí a samotnou lomovou stěnou je v severozápadně orientovaném svahu lokalita Cromusová stráň, známá nálezy trilobita rodu Cromus.Stářím náleží ke spodní části kopaninského souvrství .
Další vrstevní sled pokračuje už přímo v lomové stěně Mušlovky. Začíná krinoidovými, brachiopodovými a cefalopodovými vápenci vyšší části kopaninského souvrství, závěr kopaninského souvrství tvoří tenčeji vrstevnaté šedé vápence. Nejmladší sedimenty Mušlovky na vrcholu jihovýchodní stěny jsou tmavší tence vrstevnaté vápence s vložkami břidlic. Dle nálezů graptolitů Monograptus ultimus a M. parultimus náležejí spodní části přídolského souvrství.

#### Lobolitová stráň
Za ohybem cesty se ve starém lomu nachází význačné naleziště lilijic. Dle nálezů jejich plovacích orgánů zvaných lobolity se nazývá Lobolitová stráň. Kromě lobolitů se ve svahu, obzvláště po dešti, dají nalézt vyvětralé články stonků. Zbytky kalichů zde hojněji pocházejí od čeledi menšího vzrůstu Pisocrinidae, kalichy větších rodů Scyphocrinites a Carolicrinus se zachovávají vzácně. Stratigraficky náleží přídolskému souvrství, tj. nejvyššímu siluru.

#### Černý lom
Na dohled od Lobolitové stráně je Černý lom, kde je v masivní lavici krinoidových vápenců odkryta hranice mezi silurem a devonem. Nejvyšší silur je ohraničen výskytem trilobita Tetinia minuta, nejnižší devon poznáme dle trilobitů ze skupiny druhu Warburgella rugulosa. Sled devonu zde pokračuje kotýsskými vápenci chudými na zkameněliny náležejícími stářím vyššímu lochkovu. K železniční stanici Praha-Holyně už cesta pokračuje devonskými sedimenty.

### Flóra
Vegetační pokryv na území Dalejského profilu tvoří kromě původních skalních stepí nepůvodní porosty tvořené zejména borovicí černou (Pinus nigra) a trnovníkem akátem (Robinia pseudoacacia). Na porosty akátu jsou vázány nitrofilní druhy, např. vlaštovičník větší (Chelidonium majus), kakost smrdutý (Geranium robertianum), kuklík městský (Geum urbanum), netýkavka malokvětá (Impatiens parviflora), rozrazil břečťanolistý (Veronica hederifolia). Lesní porosty jsou dále tvořeny náletovými dřevinami: bříza (Betula), vrba jíva (Salix caprea), topol osika (Populus tremula) a jasan (Fraxinus). Na rozhraní lesních porostů a stepních enkláv v přírodním parku Prokopské a Dalejské údolí docházelo k výrazné sukcesi bylin.
Nalezneme zde porosty skalních stepí, které se svou kvalitou vyrovnají těm v CHKO Český kras. Na podloží vulkanitů – diabasů jsou vázány stepi charakterizované kavylem vláskovitým (Stipa capillata) a strdivkou sedmihradskou (Melica transsilvanica). Na vápenci nalezneme porosty teplomilných trávníků s pěchavou vápnomilnou (Sesleria caerulea).
Další významné druhy:
- křivatec český (Gagea bohemica) kriticky ohrožený endemit střední Evropy[15]
- pochybek prodloužený (Androsace elongata)
- rozrazil ladní (Veronica dillenii)
- hvězdovka Pouzarova (Geastrum pouzarii) jediný český houbový endemit

jižní svahy:
- devaterník šedý (Rhodax canus)
- ostřice nízká (Carex humilis)

vrcholy svahů s hlubší půdou:
- trýzel škardolistý (Erysimum crepidifolium)
- kostřava walliská (Festuca valesiaca)

směrem k severu a severozápadu:
- prvosenka jarní (Primula veris)
- pěchava vápnomilná (Sesleria caerulea)

### Fauna
Lokalita Dalejský profil je pozoruhodná množstvím druhů motýlů (Lepidoptera). Celkem zde bylo nalezeno 1054 druhů. Příklady nejvýznačnějších druhů motýlů vázaných na stepní prostředí: Cephimallota angusticostella, Coleophora serpylletorum, C. auricella, C. ditella, C. ochrea, C. silenella, Heinemannia festivella, Vulcaniella pomposella, Lixodessa ochrofasciella, Dyspessa ulula, Pennisetia bohemica, Adscita geryon, Cochylis pallidana, Pelochrista caecimaculana, Eurhodope rosella, E. cirrigerella, Chazara briseis, Hamearis lucina, Lomographa distinctata, Euchalcia consona, Auchmis detersa a Polia serratilinea.
Kromě motýlů zde nalezneme také množství jiných bezobratlých vázaných na skalní stepi. Jsou to např. střevlíkovití Licinus depressus a Masoreus Wetterballii, mandelinka Chrisolina marginata, štítonoš Cassida rufovirens, nosatčík Apion austriacum a krytonosci Ranunculiphilus obsoletus a Ceutorhynchus angustur.
Vzhledem k malé rozloze území není lokalita charakteristická svými druhy obratlovců. Nalezneme zde druhy vázané buď na prosluněné stráně, nebo lesní porosty či vodní prostředí potoka.
Z obojživelníků se zde vyskytuje čolek obecný (Triturus vulgaris) a skokan hnědý (Rana temporaria). Z plazů pak ještěrka obecná (Lacerta agilis) a ještěrka zelená (Lacerta viridis). Ptáky na lokalitě zastupuje například výr velký (Bubo bubo) – zalétá sem z Prokopského údolí, v Praze vzácný bělořit šedý (Oenanthe oenanthe), dlask tlustozobý (Coccothraustes coccothraustes), hýl obecný (Pyrrhula pyrrhula), v Praze méně početný chocholouš obecný (Galerida cristata), káně lesní (Buteo buteo), konipas horský (Motacilla cinerea), vzácnější šplhavec krutihlav obecný (Jynx torquilla), lejsek bělokrký (Ficedula albicollis), rehek zahradní (Phoenicurus phoenicurus), ťuhýk obecný (Lanius collurio), žluna šedá (Picus canus) či žluva hajní (Oriolus oriolus).

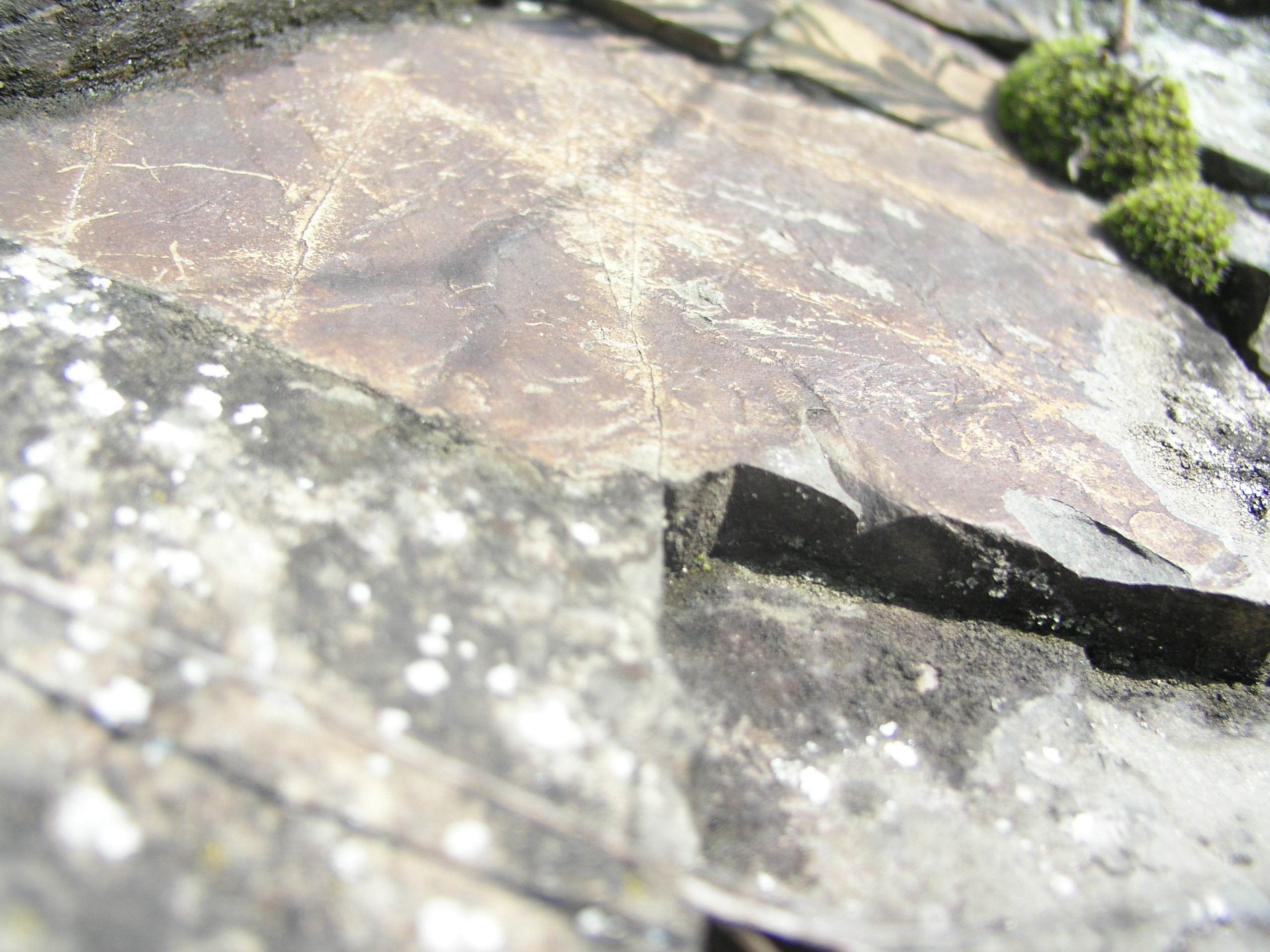
Ichnofosilie na Placaté skále

Ze savců byly na lokalitě popsány hlavně drobné formy. Poměrně velký hmyzožravec rejsec vodní (Neomys fodiens) je vázaný na okolí Dalejského potoka. Z drobných savců v oblasti Dalejského údolí je nejhojnější myšice křovinná (Apodemus sylvaticus). Šelmy jsou zastoupeny lasicovitými: tchoř tmavý (Mustela putorius), lasice kolčava (Mustela nivalis) a lasice hranostaj (Mustela erminea).

## Ochrana a hospodaření
Problémem jsou na počátku 20. století uměle vysazené nepůvodní dřeviny: trnovník akát (Robinia pseudoacacia), borovice černá (Pinus nigra), modřín opadavý (Larix decidua) a borovice lesní (Pinus sylvestris), které se nyní v oblasti šíří a porůstají skalní výchozy. Zejména porosty akátu ničí původní stepní porosty a umožňují šíření ruderálních a nitrofilních druhů. Ohrožením pro stepní společenstva i pro geologické odkryvy je zarůstání náletovými dřevinami: bříza (Betula), vrba jíva (Salix caprea), topol osika (Populus tremula) a jasan (Fraxinus), které zatlačují původní druhy a mohou kořeny narušit skalní stěny.
Potenciální hrozbou je nadměrný sběr zkamenělin. Zatím však stav území nevyžaduje omezení vstupu. Poškození ze strany člověka je patrně na Placaté skále, která trpí sešlapem. Dalším negativním důsledkem lidské činnosti jsou černé skládky.
Prioritou je udržet oblast použitelnou a esteticky přijatelnou pro další paleontologický výzkum. Garantem pro ochranu geologických výchozů je Česká geologická služba. Podstatná je i ochrana stepních společenstev, zejména z botanického hlediska. Cílem je zlepšovat stav porostů a přibližovat je původnímu druhovému složení. V letech 1999–2002 proběhlo mýcení náletových a uměle vysázených dřevin na Placaté skále, v Černém lomu, lomu Mušlovka a na Cromusové stráni. V roce 1998 v Mušlovce a v roce 2001 v Černém lomu došlo ke kácení už vzrostlých topolů. V této činnosti je nutno pokračovat a udržovat oblasti vymýcené.

### Turismus

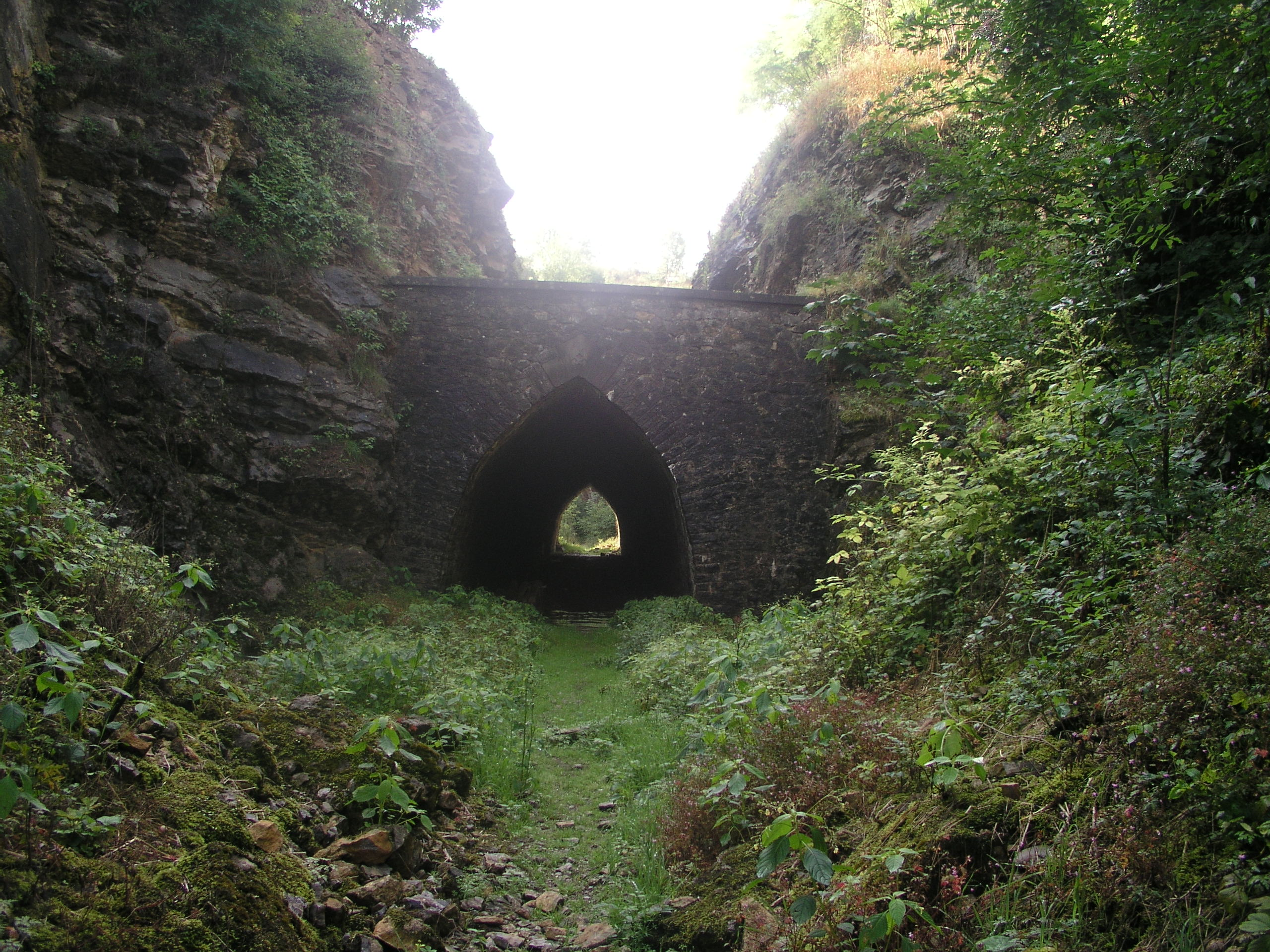
Portál tunelu ke stratotypu

Územím prochází naučná stezka vedoucí podél Dalejského potoka z Řeporyj do Holyně a pokračující dále po proudu potoka až do Hlubočep. Staré naučné tabule byly na podzim roku 2011 nahrazeny novými většími a trasa bývalé stezky byla mírně upravena. Tvorba původní stezky byla inspirována popisem prof. Iva Chlupáče v knize Vycházky za geologickou minulostí Prahy a okolí vydané v roce 1999.
Za pozornost stojí mezinárodní stratotyp spodní hranice přídolí – nejvyššího oddělení siluru. Nachází se v severní části lomů Na požárech nedaleko Řeporyj. Místo odbočení do Mládkovy ulice je třeba zahnout po hlavní silnici vpravo, projít podjezdem pod tratí a hned za ním zahnout vlevo. Asi po 700 m jsou po pravé straně cesty schůdky vedoucí dolů do průkopu. Projde se tunelem a hned vpravo za tunelem lze vystoupit po železných schůdcích nad tunel, kde se nachází stratotyp. První vrstvou náležející k oddělení přídolí je vrstva s číslem 96.

### Doprava
Nejlepším výchozím místem je obec Řeporyje. Jezdí sem vlak (stanice Praha-Řeporyje) ze stanice Praha-Smíchov a autobus (zastávka Řeporyjské náměstí – linky 230, 249, 256, 301, 352, 502) ze stanice metra B Luka.
Z Holyně lze buď jet vlakem (stanice Praha-Holyně) na nádraží Praha-Smíchov, nebo po modré turistické značce dojít na autobus (zastávka Holyně – linka 230) ve směru na stanici metra B Luka.